# Jaebetz
Jaebetz este o comună din landul Mecklenburg-Pomerania Inferioară, Germania.